# GI-631
La carretera  GI-631  es una carretera guipuzcoana perteneciente a su red básica que une la  N-634  en el barrio de Arrona de Abajo (Cestona) con la  AP-636  en Zumárraga, recorriendo el valle del río Urola. El tramo entre Azcoitia y Azpeitia es compartido con la carretera  GI-2634  (Elgóibar-Tolosa). Antes de la transferencia de las carreteras comarcales a las Diputaciones Forales, esta carretera se denominó  C-6317 .

## Trazado
| Velocidad | Esquema | Carretera que enlaza                                                      |
| --------- | ------- | ------------------------------------------------------------------------- |
|           |         | N-634 Deva - Zumaya                                                       |
|           |         | Polígono Agote                                                            |
|           |         | Polígono Sansinenea AP-8 Bilbao - San Sebastián                           |
|           |         | AP-8                                                                      |
|           |         | GI-3294 Arrona Erreka                                                     |
|           |         | GI-3271 Arrona de Arriba - Ibañarrieta - Iraeta                           |
|           |         | GI-2633 Iraeta - Aizarnazábal - Zarauz                                    |
|           |         | Cestona                                                                   |
|           |         | GI-4271 Lasao                                                             |
|           |         | Polígono Anardi                                                           |
|           |         | Azpeitia                                                                  |
|           |         | Azpeitia GI-2634 Régil - Tolosa GI-2635 Urrestilla - Beasáin GI-3181 Oñaz |
|           |         | Polígono Basarte                                                          |
|           |         | Azcoitia                                                                  |
|           |         | Túnel de Torria                                                           |
|           |         | Azcoitia GI-2634 Elgóibar                                                 |
|           |         | Polígono Urrategui                                                        |
|           |         | Ipintza                                                                   |
|           |         | GI-3750 Elosua - Vergara                                                  |
|           |         | Aizpurucho                                                                |
|           |         | GI-3803 Aguinaga                                                          |
|           |         | Etxeberri                                                                 |
|           |         | Villarreal de Urrechua                                                    |
|           |         | Etxeberri                                                                 |
|           |         | GI-3802 San Cristóbal                                                     |
|           |         | Villarreal de Urrechua Zumárraga                                          |
|           |         | Villarreal de Urrechua Zumárraga                                          |
|           |         | Túnel de Churruca Túnel de Sagastizábal Túnel de San Gregorio             |
|           |         | Zumárraga GI-2632 Ezquioga - Villarreal de Urrechua                       |
|           |         | AP-636 Beasáin - Vergara                                                  |